# Чашковий класифікатор
Чашковий класифікатор (рос. классификатор чашечный, англ. bowl classifier, нім. Schüsselklassierer m) — у збагаченні корисних копалин — апарат з циліндро-конічною чашею для гідравлічної класифікації полідисперсної суспензії в гравітаційному полі. За будовою подібний до радіального згущувача з центральним приводом граблин, що переміщують до центрального вивантажувального отвору осілий грубозернистий матеріал.